# Masham
För andra betydelser, se Masham (olika betydelser).
Masham är en civil parish i Storbritannien.   Den ligger i grevskapet North Yorkshire och riksdelen England, i den centrala delen av landet, 300 km norr om huvudstaden London.